# Zakaria Ghafouli
 (février 2024).
L'article doit être relu — et modifié si nécessaire — par des contributeurs indépendants pour apporter un regard critique aux contributions effectuées en violation des conditions d'utilisation de Wikipédia, tant sur la forme (notamment concernant le style encyclopédique, la proportionnalité) que sur le fond (la neutralité de point de vue, la qualité et l'indépendance des sources).
 (février 2024).
Zakaria Ghafouli (né le 2 juillet 1984 à Salé) est un chanteur marocain. Il s'est fait révélé lors de l'émission Studio 2M en 2010, et notamment sur The Winner is sur Dubai TV en 2013.

## Biographie
Il décroche en 2004 la première note du baccalauréat dans la région Rabat-Salé-Zemmour et se dirige vers l'ISCAE ou il obtient son master.

## Carrière
En 2010, il participe au programme télévisé Studio 2M. En récompense, 2M s'en charge de la production des singles La Matgoulich et Al Ghali.
En 2013, il décide de participer à The Winner is. En tant que seul représentant du Maroc, il termine finaliste et remporte 250 000 dollars.
En mai 2017, il dévoile le clip officiel de Zid Fel Mazzika.
En octobre 2017, il lance Matal3ach Matal3ach, un titre composé par lui-même et arrangé par Rachid Mohammed Ali. Le clip, tourné sous la direction de Driss Sabil, a vu la participation de quelques célébrités comme l'animateur radio Mohamed Bousfiha et le vidéaste Khalid Sheriff.
En février 2018, il sort Hobino,. Le titre réalise plus de 30 millions de vues sur YouTube en moins de 30 jours,.
Il participe au Festival Mawazine (2018), Festival Timitar (2019) et Festival de Fès des musiques sacrées du monde (2019).
En juin 2020, il sort Awida Yawa. Un mois plus tard, il dévoile 5 D'Sbah, avec un style mixte entre Gnawa et Raï. Le titre représente le 4e extrait de son album Zakaria Ghafouli 2020,.
En mai 2021, il sort Chouf Zman en collaboration avec l'actrice marocaine Dounia Boutazout,.

## Discographie
- 2011 : El Ghali
- 2014 : Lawah Lawah
- 2016 : Jebt Rebha
- 2016 : Zid Fel Mezzika
- 2017 : Lhob Zwine
- 2017 : Chofo Mali
- 2017 : Matal3ach Matal3ach
- 2017 : Dima Maroc
- 2017 : Chekama
- 2018 : Hobino
- 2018 : Jaya Nedmana
- 2019 : Bahra Bahra
- 2019 : Tghib w Tban
- 2019 : La Tkabar Chane
- 2019 : Derni 9albi
- 2020 : Sar Almedfoun
- 2020 : Awida Yawa
- 2020 : 5 D'sbah
- 2020 : 3almouni
- 2020 : Lila Ya Lila
- 2021 : Ana Mzaweg Fik
- 2021 : Chouf Zmane
- 2021 : "Sidi Moulay"
- 2022 : "L3achrane"
- 2022 : "Jabba Fraso"
- 2022 : "Ya Wlidi Wa Ya Lahnin"
- 2024 :  Haka 3ajbni Rasi